# Cal Facundo (Piera)
Cal Facundo és una obra del municipi de Piera (Anoia) inclosa en l'Inventari del Patrimoni Arquitectònic de Catalunya.

## Descripció
Casa entre mitgeres de planta baixa i pis. És interessant sobretot pels acabaments de façana i emmarcament d'obertures que denoten un estil modernista per la forma ondulada que sobresurt en relleu a manera de fris. La planta primera és l'original i la planta baixa respon a una reforma del 1978 que ha mantingut l'estil. Destaca sobretot la barana del terrat que alterna ferro forjat molt dibuixat i obra. També la barana del balcó de ferro forjat.

## Història
On actualment hi ha la botiga hi havia hagut un taller de serralleria del propietari de la casa que fou qui va realitzar els elements de ferro de la façana. La reixa de la porta és del 1978.